# 加德纳艺术通史
《加德纳艺术通史》（Gardner's Art Through the Ages）是一本美国艺术史教科书，第一版出版于1926年，由艺术史学家海伦·加德纳（Helen Gardner）撰写，2004年版由弗雷德·克莱纳（Fred S. Kleiner）和克里斯汀·马米亚（Christin J. Mamiya）编著。2001年版同时荣获麦格菲奖（McGuffey award）和文本奖（Texty Award）。
《加德纳艺术通史》按时间顺序排列，开始部分“艺术的诞生”追溯到旧石器时代，一直写到当代。
《加德纳艺术通史》的初版超越了它的时代，不仅介绍欧洲艺术，也涉及其他文明的艺术。这种更广阔的视野影响了罗伊·利希滕斯坦这样的艺术家，不仅覆盖中国、日本和非洲，还覆盖美洲和南太平洋。直到今天，该书仍是美国学生的艺术史入门课程的必修课教材。
该书现在以许多不同的格式出版，有单独出版西方和非西方部分的简明版本，也有包括西方和非西方的增强版本。